# ワット・シエントーン

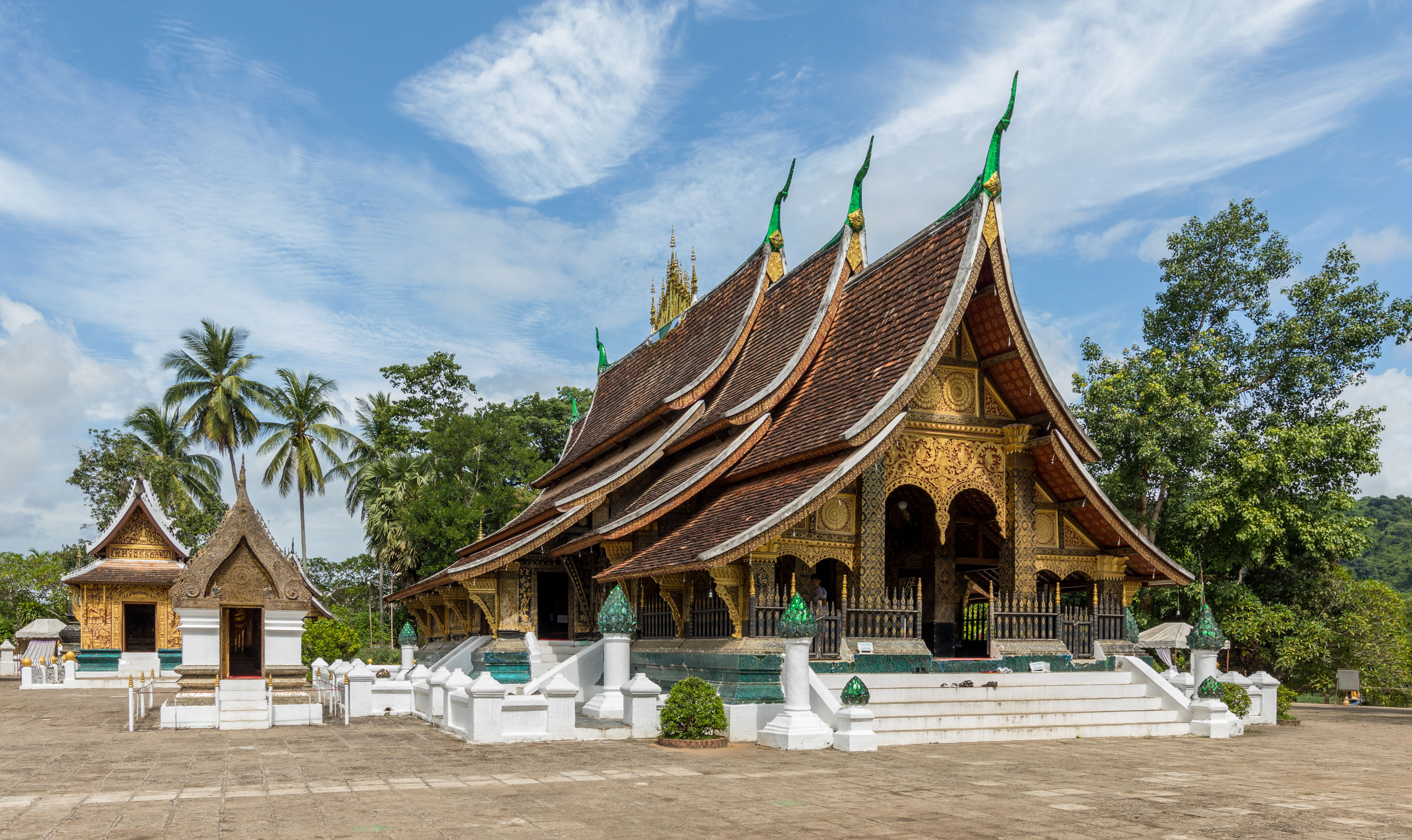
ワット・シエントーン

ワット・シエントーン ( Wat Xieng Thong ) は、ラオス北部の古都ルアンパバーンにある仏教寺院。世界遺産「ルアン・パバンの町」に含まれている。

## 概要

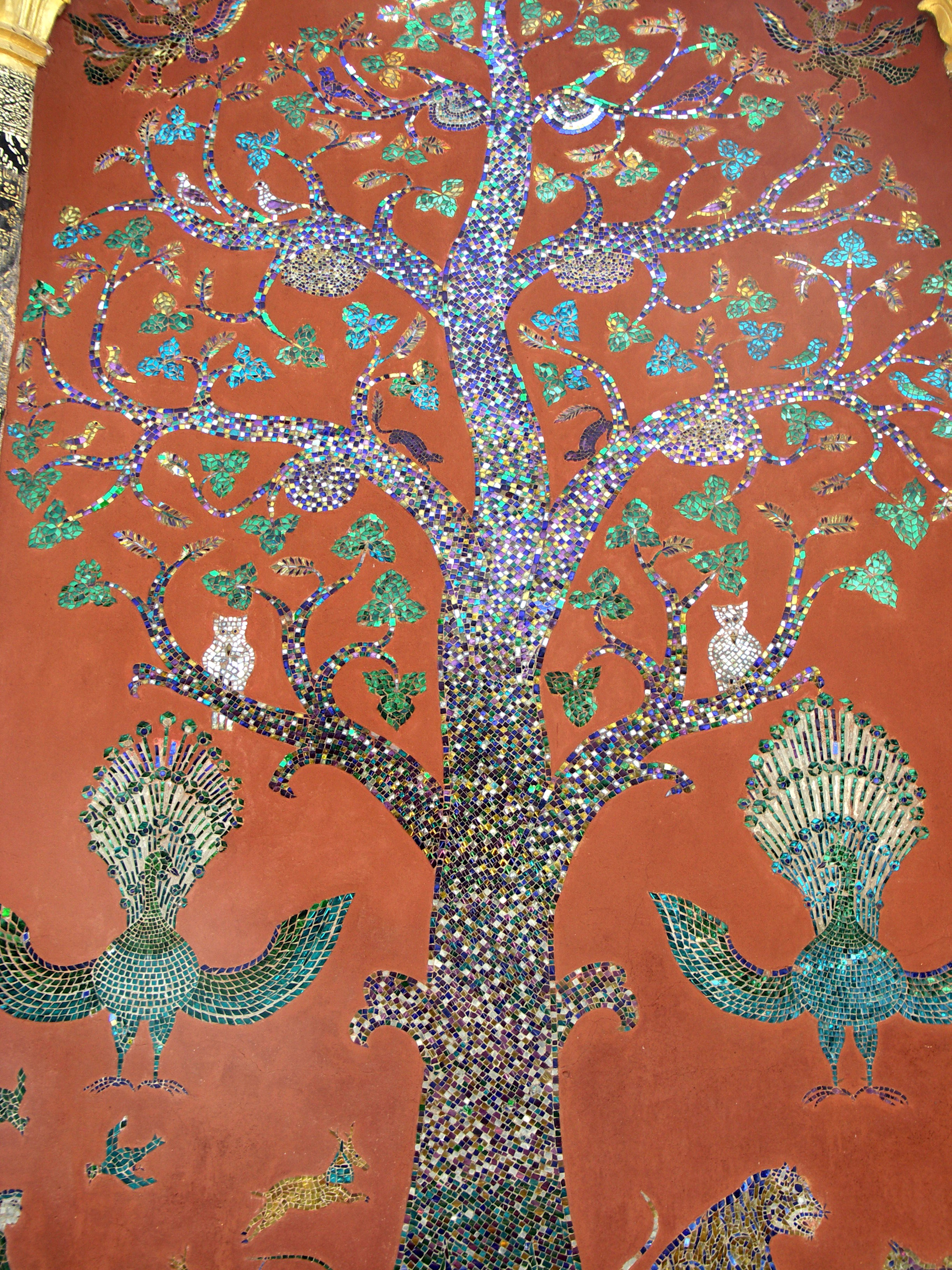
マイ・トーン（黄金の木）

ルアンパバーンを代表する寺院。1560年にラーンサーン王朝のセーターティラート王によって建立された。メコン川とナムカーン川に挟まれた半島状の地形の最も先端（北東部）に建ち、ラオスのすべての寺院でも最も美しいといわれる。ルアンパバーンの王宮からは約1㎞北東に位置する。この寺院のある場所は、かつてビエンチャンの商人、チャンターパニットの自宅があったといわれる。チャンターパニットはある日、「北部に塩を持っていくと金持ちになれる」という夢を見た。実際にチャンターパニットはルアンパバーンに船で塩を運び込み商売を始めたところ繁盛し、財産を築く。その偉業をたたえたセーターティラート王がこの場所にワット・シエントーンを建立したと伝わる。
1880年に仏教の経典「三蔵」の図書室が、1961年には鐘楼が建てられた。寺院は1887年に起きた略奪行為によって被害を受けた。この略奪は黒旗軍の指導者Deo Van Triが、若い頃この寺院で僧侶として修行をしていたため、この寺院を略奪行為の本部として使用したによるものである。
この時期の仏陀図が保管されている小ホールや卒塔婆、そして創建時代からの涅槃像の聖壇がある。1931年に仏陀図はフランスのパリに持ち運ばれ、展示された。そして1964年までベトナム国内で保管されていた。東門の付近には、高さ16mの王室の葬儀用の安置所がある、王家にまつわる多くの骨壷が安置されている。

## 本堂
ルアンパバーン様式といわれる優雅かつ大胆に湾曲した幾層にも重なる屋根を持つ。傾斜はビエンチャンの寺院よりも緩く、東側に向かって3段、西側には1段の屋根が折り重なり、計9枚の屋根で構成される。壁面は宝石箱を思わせるように黒色に塗られ、伝説上の動物の絵が描かれる。背面の壁には1960年代に地元の職人らによって制作された「マイ・トーン（黄金の木）」が装飾されるが、かつてこの地に立っていたとされる高さ160mの大木をモチーフとし、仏教に関する物語がモザイクで描かれている。北側の壁面には、ガネーシャの象の首が描かれる。これは堂内の水道管に繋がり、4月のビーマイ・ラーオ（ラオス正月）には、ここより流れ出る水を求め多くの人たちが集まる。本堂周辺の木の根元にはトラなどの動物を模した像が置かれるが、これらはラオスの寓話に登場するものといわれる。

## レッドチャペル（赤堂）
本堂斜め後ろに位置する小さな祠で、1959年、セーターティラート王によって寝仏が置かれた。祠の外壁は本堂と同様にピンク地のモザイク画で彩られるが、これは1957年にブッダ生誕2500年を記念し施されたものである。

## 立像堂
本堂に隣接し建てられた祠。正面には多彩な色調のガラス装飾が施され、内部には仏教の伝説上の半島人のキンナリーが安置される。

## 霊柩車庫
1960年のシーサワンウォン王の葬儀で使用された霊柩車が納められる。霊柩車は黄金の竜をモチーフとしている。